# Polouzivka, Berdeansk
Polouzivka (în ucraineană Полоузівка) este un sat în comuna Andrivka din raionul Berdeansk, regiunea Zaporijjea, Ucraina.

## Demografie
Componența lingvistică a localității Polouzivka
     Bulgară (59,81%)
     Rusă (40,19%)
Conform recensământului din 2001, majoritatea populației localității Polouzivka era vorbitoare de bulgară (59,81%), existând în minoritate și vorbitori de rusă (40,19%).